# No Control (álbum de Bad Religion)
No Control es el cuarto álbum del grupo Bad Religion, editado en 1989. Se considera una de las referencias de base del skate punk y el hardcore melódico.

## Lista de canciones
| Cara A |                               |              |          |  |
| N.º    | Título                        | Escritor(es) | Duración |  |
| 1.     | «Change of Ideas»             | Graffin      | 0:55     |  |
| 2.     | «Big Bang»                    | Gurewitz     | 1:42     |  |
| 3.     | «No Control»                  | Graffin      | 1:46     |  |
| 4.     | «Sometimes I Feel Like»       | Gurewitz     | 1:34     |  |
| 5.     | «Automatic Man»               | Gurewitz     | 1:40     |  |
| 6.     | «I Want to Conquer the World» | Gurewitz     | 2:19     |  |
| 7.     | «Sanity»                      | Gurewitz     | 2:44     |  |

| Cara B |                                 |              |          |  |
| N.º    | Título                          | Escritor(es) | Duración |  |
| 8.     | «Henchman»                      | Graffin      | 1:07     |  |
| 9.     | «It Must Look Pretty Appealing» | Graffin      | 1:23     |  |
| 10.    | «You»                           | Gurewitz     | 2:05     |  |
| 11.    | «Progress»                      | Graffin      | 2:14     |  |
| 12.    | «I Want Something More»         | Gurewitz     | 0:47     |  |
| 13.    | «Anxiety»                       | Graffin      | 2:08     |  |
| 14.    | «Billy»                         | Gurewitz     | 1:54     |  |
| 15.    | «The World Won't Stop»          | Graffin      | 1:57     |  |